# Stavrós (Achaïe)
Stavrós, en grec moderne : Σταυρός, auparavant appelé Dresthená ou Drestená (Δρεσθενά, Δρεστενά), est un village du dème de Patras, district régional d'Achaïe, en Grèce-Occidentale.
Selon le recensement de 2011, le village est inhabité.